# Сапожков, Александр Иосифович
Александр Иосифович Сапожков (1883, Рязань — 31 (18) декабря 1905, Коломна) — большевик, деятель революционного движения в Коломне. Брат Николая Сапожкова.

## Биография
Родился в Рязани в семье машиниста Рязанско-Уральской железной дороги. В 1885 году семья Сапожковых переехала в Коломну, где почти сразу скончались родители Александра и Николая. Братья учились в гимназии, жили бедно. Создали подпольный марксистский кружок гимназистов, который в 1903 году объединялся в организацию РСДРП.
24 (11) декабря 1905 года во время двухтысячной политической демонстрации в знак солидарности с рабочими Москвы (впервые в истории города проходившей под красными флагами) трудящихся Александр Сапожков возглавлял Голутвинскую боевую дружину, охранявшую демонстрацию. Дружина Сапожкова вступила в бой с черносотенцами и казаками: хотя атака контрреволюционеров была отбита, впоследствии черносотенцы разгромили рабочий клуб в доме Шведова на Пятницкой улице.
Через неделю в Коломну прибыл карательный отряд Семёновского полка под командованием полковника Н.К. Римана. В результате последовавших обысков 31 (18) декабря 1905 года Александр Сапожков был задержан, доставлен в здание вокзала и в числе 26 человек расстрелян на территории станции Голутвин.

## Память
В 1927 году братская могила погибших в ходе карательной акции была вскрыта, останки перезахоронены вместе с жертвами беспорядков 1917 года на центральной площади Коломны, получившей имя площади Двух революций.
В 1955 году в связи с празднованием 50-летия революции 1905 года в честь Александра и Николая Сапожковых была названа улица Сапожковых (бывшая Театральная, Дорфа).